# Mont Everest (roman)
Pour l’article homonyme, voir Mont Everest.
Mont Everest est un roman français de Joseph Peyré, paru en 1942.

## Résumé
À Zermatt, à la terrasse du mont Cervin, Jewar Singh attendait Jos-Mari Tannenwalder, le guide de ses courses pour la saison. « Nous disions qu'il faut que vous veniez à l'Himalaya », fit l'Hindou.
Après plusieurs semaines de marche d'approche et d'acclimatation, quelle sera la paire qui arrivera au sommet de l'Everest... et qui en redescendra ? Jewar Singh et Mac Pherson ou Jos-Mari Tannenwalder et Nima le Sherpa ?

## Éditions
Ce roman a été publié chez plusieurs éditeurs.
- Paris, Éditions Grasset, 1942  — édition originale
- Paris, Hachette Livre, coll. « Bibliothèque verte », illustrations de Jean Reschofsky, 1942
- Paris, Hachette Livre, coll. « Bibliothèque de la Jeunesse »,  illustrations de Paul Durand, 1953
- Paris, Hachette Livre, coll. « Bibliothèque verte »,  illustrations de Paul Durand, 1953
- Paris, Hachette Livre, coll. « Bibliothèque verte » 2e série, no 80, illustrations de Paul Durand, 1961
- (introd. Jean Rousselot et préf. de l'auteur), Paris, Club français du livre, coll. « Romans », no 56, 1949
- Paris, Le Livre de poche, no 1486, 1966
- Paris, Éditions Grasset, 1968  (ISBN 978-2-246-85646-7)
- (préf. Sylvain Jouty), Paris, Hoëbeke, coll. « Retour à la montagne », 2003  (ISBN 978-2-84230-175-0)